# 维多利亚立法议会
维多利亚立法议会（英語：Victorian Legislative Assembly）是澳大利亚维多利亚州议会的下议院，成立于1856年11月，为该州的立法机关，其与同属州议会的维多利亚立法委员会（即州议会上议院）相对。其地址位于墨尔本市区斯普林街的州议会中。目前共设议席88个，在其中占据多数议席的党派或联盟为执政党，其领袖出任维多利亚州州长。狭义上，维多利亚州议会即指的是立法会。